# 下野康史
下野 康史（かばた やすし、1955年2月7日 - ）は、日本の自動車評論家。

## 略歴
- 神奈川県川崎市出身。立教大学社会学部産業関係学科卒業後、二玄社に入社。自動車情報誌『CAR GRAPHIC』、『NAVI』の編集に携わる。
- 『NAVI』は1984年の創刊時からのスタッフで、渡辺和博のコラムの担当者でもあった（1983年の東京モーターショーに渡辺が見にきているのを発見して、連載を依頼した）。渡辺が「エンスー」という言葉を発明するのにも、編集者として立ち会った。
- 1988年夏に、二玄社を退社して、フリーランスのジャーナリストとして活動。
- 現在でも『カーグラフィック』、『NAVI』各誌に原稿を寄せるほか、goo自動車&バイクの試乗レポートなど多数のメディアに寄稿している。

専門用語をあまり用いない平易な自動車解説が特徴で、自動車専門誌のみならず一般誌に記事を寄せるケースも多い。
自転車ロードレース愛好家としても知られており、東京‐糸魚川ファストランに毎年参加している。また固定ギアにも造詣が深く、ブーム以前の2001年にはフルオーダーで固定ギア車を製作している。但し保安部品の取り付けを前提条件としており、ノーブレーキには否定的である。
「楽をするためにクルマに乗ってるんじゃない」ので、（3ペダルの）マニュアル車をこよなく愛する。
中学生時代、実妹を交通事故により亡くしている。その為、交通安全に関しては辛辣な記述が時折見られる。
運転免許を取得して30年目の更新時に、優良運転者（ゴールド免許）となった。但し、更新前日にスピード違反で検挙された為、ゴールド免許となったのは現在までに一回のみである。

## 著書
- 乗んなきゃわかんない （1989年11月）、朝日新聞社）
- 自動車最新事情 クルマニカ―あなたの個性を活かすベスト・チョイス〈'91〉（1990年12月祥伝社）
- 読むクルマ―新車診断 （1991年7月、 朝日新聞社）
- 今朝、僕はクルマの夢を見た。（1991年10月、 マガジンハウス）
- 今日は、クルマに乗りたい気分 （1993/09、マガジンハウス）
- カルト・カーがぜったい!―稀少車完全試乗カタログ （1995/05、マガジンハウス）
- 今度は、この3ケタ国道を走ってみたい。（1995/07、JTB）
- 車ランキング〈'96〉（1995/11、朝日新聞社）
- 自動車熱狂時代―1960~80年代の名車46台、イッキ乗り!（1998/11、東京書籍）
- 「運転」―アシモからジャンボジェットまで（2003/02、小学館）
- 図説 絶版自動車―昭和の名車46台、イッキ乗り!（2006/05、講談社）
- 新説 軽快小型車―だから、小さいクルマに乗るのがいい!（2007/01、講談社）
- ロードバイク熱中生活（2010/12、NRMパブリッシング）
- ロードバイク熱中生活（2011/6、ダイヤモンド社）
- クルマ好きのための21世紀自動車大事典（2011/11、二玄社）

## 連載
- 連載エッセイ「下野康史のホビー人間養成講座」（1996年12月～2001年9月、マカロニアンモナイト）[1]
- 連載エッセイ「下野康史の出物・ハレMONO」（2001年10月〜2009年3月、マカロニアンモナイト）[2]
- 連載インプレッション「カバシオ」（2012〜連載中、NAVI CARS）
- 連載エッセイ「それでも乗りたい」（2021/04〜連載中、週刊朝日）